# Kilmacolm
Kilmacolm est une ville et une paroisse civile d'Écosse, située dans le council area d'Inverclyde et dans la région de lieutenance du Renfrewshire. Elle est située sur le versant nord de la vallée de Strathgryfe à 12 kilomètres au sud-est de Greenock et à 24 kilomètres à l'ouest de Glasgow.
La gare de Kilmacolm (en) est située sur la ligne Glasgow and South Western Railway (en).
Un rapprochement est entrepris depuis mai 2014 avec la commune française de Mérignies (Nord) en vue d'un jumelage. Le hameau de Quarrier's Village fait administrativement partie de la paroisse civile de Kilmacolm.

## Personnalités
- Jim Kerr, chanteur de Simple Minds, y a vécu.
- Chrissie Hynde, chanteuse des Pretenders, y a vécu.
- Gerry Rafferty, chanteur, y a vécu.
- Hedrick Smith, journaliste, y est né.